# Садиба Івановка (музей Рахманінова)
Садиба Івановка (музей Рахманінова) (рос. Усадьба Ивановка (музей Рахманинова)) — історико-меморіальний музей російського композитора Рахманінова Сергія Васильовича у селі Івановці Тамбовської області.

## Історія створення
Рахманінов С. В. як емігрант після більшовицького перевороту 1917 року не користувався повагою у нових володарів влади. Тому досить довго не мав окремого музею, хоча матеріали про композитора мав Державний центральний музей музичної культури імені Глинки в Москві.

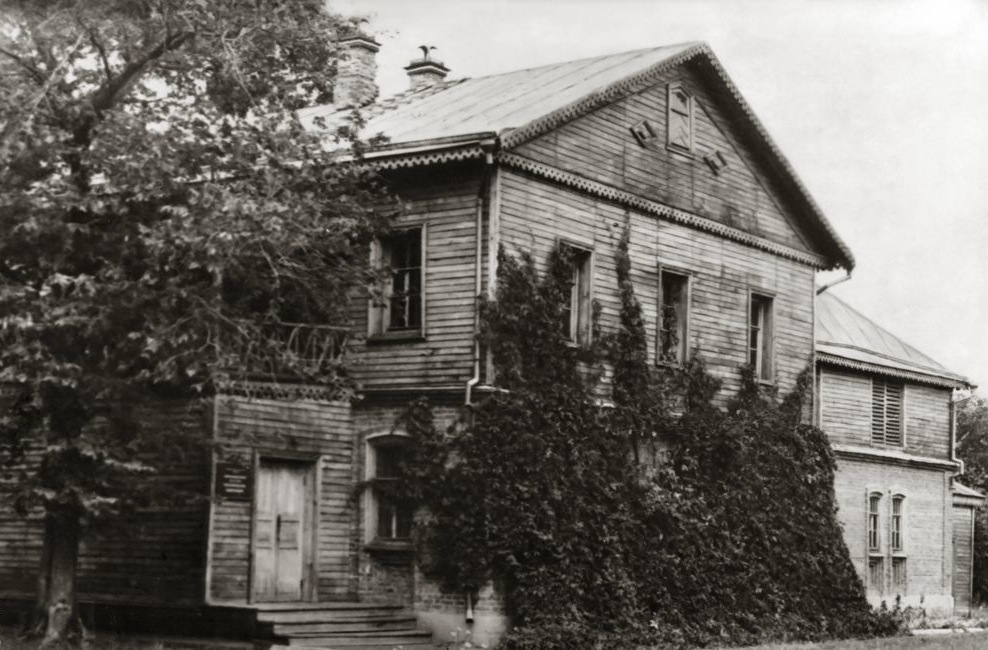
Господа Рахманінова в Івановці, архівне фото

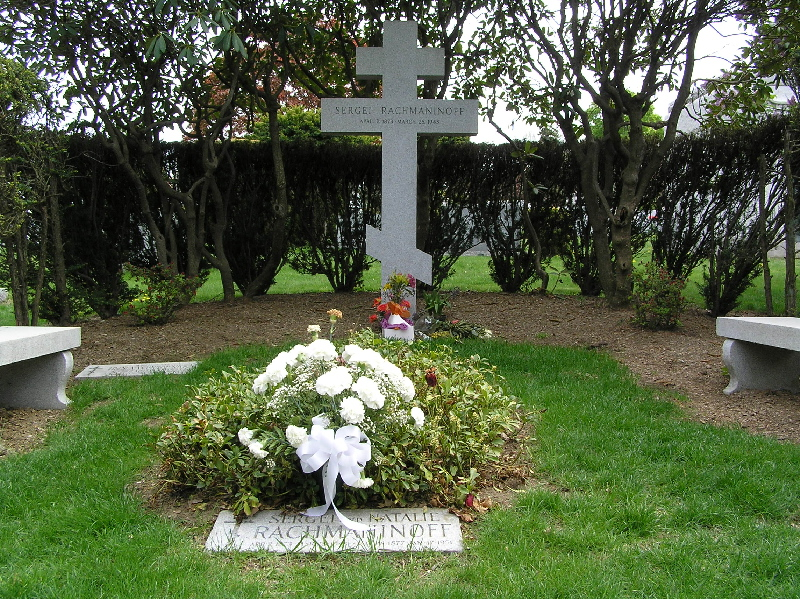
Могила Рахманінова на цвинтарі Kensico Cemetery поблизу Нью-Йорка

Зрушення в процесі увічнення пам'яті про композитора відбулися наприкінці 1960-х років. У Тамбовській області, зокрема, випадково збереглася садиба Івановка, що до 1917 року належала дружині композитора — Наталі Сатіній. Рахманінов приїздив у сюди майже  25 років, проводив тут літо чи осінь. Після вимушеної еміграції мешкав у Сполучених Штатах, де і помер. Похований під Нью-Йорком. У 1960-ті, коли в СРСР згадали про композитора, ділянка садиби в Іванівці поросла бур'янами, зник і великий флігель садиби. Але давнє планування садиби з парком не було пошкоджене. 
Відтак, у 1966 році заснований музей Рахманінова як філія Тамбовського етнографічного музею.  А 26 березня 1968 року була відкрита перша кімната-музей Рахманінова при колгоспному клубі ферми. 
Філія обласного етнографічного музею отримала підтримку музикантів, і на базі музейного закладу постійно почали відбуватися концерти й інші музичні заходи. 
У 1971 році розпочалося  відтворення флігеля садиби (реставраційна копія споруди), де влітку жив і працював композитор (проект — арх. В. М. Бєлоусов). У 1973 році тут вже відбулися урочистості на честь 100-річчя від дня народження Рахманінова. 
Відтак, 24 лютого 1978 року обком КПРС ухвалив рішення про створення меморіального музею Рахманінова. Створення фондів і музею розтяглося на чотири роки і музей відкрили урочисто в липні 1982 року.
Відтоді ж (починаючи з 1982 року) аматорська діяльність в Івановці з популяризації творчості і власне особи Рахманінова трансформувалась у форму  щорічного фестивалю. Почалося вшанування Дня Рахманінова, урочистості якого проходили в травні чи червні щорічно. В концертах брали участь оркестри, хори, музичні ансамблі. Програма фестивалів була досить широкою для провінційного музею, бо включала музику самого Рахманінова, композиторів його доби, твори закордонних і радянських композиторів, народні пісні.